# Argyria (fjäril)
Argyria är ett släkte av fjärilar. Argyria ingår i familjen Crambidae.

## Dottertaxa tillArgyria, i alfabetisk ordning[1]
- Argyria abronalis
- Argyria albana
- Argyria antonialis
- Argyria argentana
- Argyria argentata
- Argyria argyrodis
- Argyria argyrostola
- Argyria auratella
- Argyria centrifugens
- Argyria critica
- Argyria croceicinctella
- Argyria croceivittella
- Argyria diplomochalis
- Argyria divisella
- Argyria examinalis
- Argyria fimbrialis
- Argyria furvicornis
- Argyria fuscipes
- Argyria gonogramma
- Argyria hannemanni
- Argyria heringi
- Argyria insons
- Argyria kadenii
- Argyria lacteella
- Argyria lucidella
- Argyria lusella
- Argyria mesodonta
- Argyria mesogramma
- Argyria mesozanalis
- Argyria michrochrysella
- Argyria nivalis
- Argyria nummulalis
- Argyria obliquella
- Argyria opposita
- Argyria oxytoma
- Argyria pictella
- Argyria polyniphas
- Argyria pontiella
- Argyria pulchella
- Argyria pusillalis
- Argyria quevedella
- Argyria rileyella
- Argyria rufisignella
- Argyria schausella
- Argyria sordipes
- Argyria subaenescens
- Argyria submesodonta
- Argyria subtilis
- Argyria supposita
- Argyria tenuistrigella
- Argyria tingurialis
- Argyria ventella
- Argyria vesta
- Argyria vestalis
- Argyria xanthoguma